# Johann Christoph Zeumer
Johann Christoph Zeumer (* 13. September 1685 in Langensalza; † 3. Januar 1747 in Zeitz) war ein deutscher Beamter. Er war „Seiner Königl. Majestät in Pohlen und Churfürstl. Durchlaucht. zu Sachsen Hof-Rath, Canonicus und Stiffts-Cantzler zu Naumburg und Zeitz“.

## Leben
Johann Christoph Zeumer wurde zu Langensalza als Sohn des Handelsherren und Oberkämmerers Christian Zeumer († 4. September 1696) und der Martha Maria, geb. Auerbach († 29. September 1696), geboren. Sein Bildungsweg führte ihn an die Fürstenschule Schulpforta und 1704 wurde er an der Universität Jena immatrikuliert, 1708 veröffentlichte er seine Dissertation und promovierte. Er wurde Kreisamtmann von Tennstedt, später Hofrat, Kanonicus und Kanzler der Stiftsregierung zu Naumburg und Zeitz.
Um 1716 heiratete er Charlotte Friederike geb. Meurer (1696–1721), die Tochter aus der ersten Ehe des Ernst Friedrich Meurer (1660–1722) mit Johanna Chatarina geb. Albert († 26. Oktober 1705), der königlich-polnischer und kurfürstlich-sächsischer Rat und Oberamtmann des Thüringischen Kreises in Tennstedt war. Aus dieser Ehe gingen der Sohn Johann Friedrich Zeumer (1717–1774) und die Töchter Johanna Henrietta und  Elisabeth Charlotte († 14. September 1740 Zeitz) hervor. Der Schwiegervater Ernst Friedrich Meurer war für Johann Christoph Zeumer gleichzeitig auch Schwager, da Meurer in zweiter Ehe die Schwester Zeumers, Anna Maria Zeumer († 1749), geheiratet hatte.
Zeumer war Mitbelehnter an den Rittergütern Vehra und Henschleben, die sich im Besitz seines Schwiegervaters Ernst Friedrich Meurer befanden. 1724 erstand er von der verwitweten Appelationsrätin Anna Elisabeth Conradi, nach der die Elisabethhütte benannt ist, das Rittergut Niederauerbach im Vogtland mit dem vom Kurfürsten privilegierten Messingwerk Niederauerbach und das dem vorgenannten Werk zugehörige Hammerwerk in Ellefeld. 1728 wurde Johann Christoph Seeling zum Teilhaber und Mitbesitzer an Zeumers Hammerwerk Ellefeld. In der Stadt Freiberg „erhalten 1734 Dr. Johann Christoph Zeumer und seine Kinder, Johann Friedrich und Elisabeth Charlotte, Haus und Garten bei dem Barfüßer Kloster mit Fahrwerk und 220 Scheffel Feld sowie alle dazugehörigen Gebäude“. Als die Rittergüter Burgheßler und Burkersroda in Sequestration standen und durch Zwangsversteigerung für die Familie von Heßler verlorengingen, wurde Burgheßler 1746 dem Stiftskanzler Johann Christoph Zeumer zugesprochen. Er erstand das Gut für die Kaufsumme von 48.300 Reichstalern.
Der Stiftskanzler Johann Christoph Zeumer setzte sich bereits zu Lebzeiten mit seinen Ämtern und dem damit verbundenen Einfluss für viele gemeinnützige Projekte ein. Als entfernter Verwandter der Familie Klopstock übernahm er die Vermittlerrolle für die Aufnahme des späteren Dichters Friedrich Gottlieb Klopstock an die Fürstenschule in Schulpforta und setzte sich für den Erhalt einer Freistelle  für die Ausbildung Klopstocks ein.

## Nachlass
Da Zeumers Tochter Elisabeth Charlotte bereits 1740 verstorben war, ging gemäß seinem Vermächtnis vom 25. Dezember 1746 der gesamte Besitz des Johann Christoph Zeumer nach dessen Ableben am 3. Januar 1747 an seinen einzigen Sohn, den Hofrat Johann Friedrich Zeumer, über. Johann Christoph Zeumer hatte mit seinem Vermögen auch umfangreiche Geldgeschäfte getätigt, aus deren Kapitalerträgen er große Geldzuwendungen an Armenhäuser und für mittellose Studenten bereitstellte. Diese Verwendungen seines Kapitals mit den Zinseinkünften und Abrechnungen wurden noch 1816, 70 Jahre nach seinem Tod, geleistet. Von einigen dankbaren Stipendiaten wurden ihm später Dissertationen gewidmet. Mit der Vergabe von Stipendien für „Arme Studierende auf den Universitäten Leipzig und Wittenberg“, unter der Auflage der Administration durch das Prokuraturamt Zeitz sowie der Collatur durch das Konsistorium Zeitz, ebnete er begabten Jugendlichen die Möglichkeiten der Bildung und finanzierte deren akademische Ausbildung.

## Weiterführende Literatur
- Renate Schönfuß: Das Erbe des Churfürstlich Sächsischen Hof- und Justizraten Johann Friedrich Zeumer (1717–1774). In: Altenburger Geschichts- und Hauskalender 2015. E. Reinhold Verlag, Altenburg 2014, ISBN 978-3-95755-004-0.
- Renate Schönfuß-Krause: Das Erbe des Churfürstlich  Sächsischen Hof- und Justizrates Johann Friedrich Zeumer (1717–1774) – Der Zerfall eines Familienbesitzes am Beginn einer neuen Epoche. In: Familie und Geschichte. Band IX, 25. Jahrgang, Heft 1 Januar–März 2016, Verlag Degener & Co., Insingen bei Rothenburg ob der Tauber.